# Фараоновий собака
Фараоновий собака (мальт. kelb tal-Fenek) — порода собак, яку за класифікацією Міжнародної кінологічної федерації, відносять до примітивних собак. Іноді їх відносять до хортів. Виникла порода на Мальті, де має назву «kelb tal-Fenek» (дослівно «Кролячий собака»). Всупереч міфу, який з'явився через схожість фараонового собаки з зображеннями Анубіса, порода не має давньоєгипетського походження, що підтверджується аналізом ДНК.

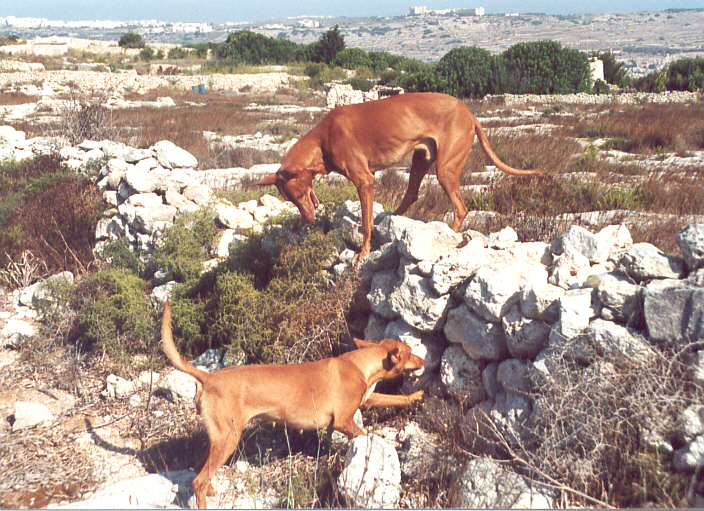
Полювання в кам’яній стіні на Мальті. Собаки вказують; дозволяючи мисливцеві помістити туди тхора

## Історія породи
Вважають, що фінікійці привезли собак цієї породи на острови Мальту і Гоцо, де вона проіснувала понад дві тисячі років. Згідно з аналізом ДНК ця порода не має відношення до Стародавніх порід, які вважають древніми. Перша згадка про мальтійського мисливського собаку, яка ідентифікується з цією породою, відноситься до 1647 року і була зроблена членом мальтійського ордену. Перші екземпляри були вивезені з острова в 1920-х роках. До 1970 року, попри славу першої у світі одомашненої собаки, ця порода була відома тільки на острові Мальта, а вже через п'ять років, в 1975 році, вона отримала офіційне визнання.

## Екстер'єр
- Елегантні, стрункі й м'язисті собаки з чудовими мисливськими даними.
- Тіло вкрите яскраво-рудою або коричневою дуже короткою, блискучою шерстю, іноді з білими мітками на морді й грудях.
- Мочка носа коричнева, зливається із забарвленням шерсті й червоніюча, коли собака збуджена.
- Морда довга, витонченої форми.
- Характерна риса — великі стоячі вуха.

## Зовнішній вигляд
Голова фараонового собаки має форму притупленого клина. Череп довгий, сухий, з чіткими лініями. Перехід від чола до морди помітний слабо. Морда трохи довша, ніж череп. Мочка носа тілесного кольору. Щелепи потужні. Очі овальної форми бурштинового кольору, в тон окрасу. Погляд розумний і благородний. Вуха великі, тонкі, широкі біля основи. Стоячі. Собака тримає їх високо піднятими. Дуже рухливі. Корпус сухий, витончений, майже квадратної форми. Шия довга, суха і мускулиста. Нижня лінія грудної клітки не доходить до ліктьових суглобів, грудна кістка видається вперед. Ребра опуклі. Верхня лінія спини й крупа утворює майже пряму лінію. Кінцівки стрункі. Лапи міцні, з щільно стиснутими пальцями. Хвіст досить товстий біля основи, тоншає до кінця, злегка зігнутий. Під час руху собака тримає хвіст вище. Шерсть коротка, щільно прилегла, блискуча, тонка. Забарвлення жовтувато-коричневе з білими мітками на кінчику хвоста, спереду грудей і на пальцях. Допускається вузька біла смуга на морді. Фараоновий собака відрізняється витонченістю й елегантністю, і водночас має потужну й атлетичну статуру.  

### Розміри
Зріст коливається від 53,3 см до 63,5 см в холці. Вага — від 18 до 30 кг. Пси звичайно крупніші сук. 

### Шерсть і забарвлення
Волосяний покрив тонкий і короткий. Шерсть шовковиста, місцями жорстка, щільно прилегла до шкіри. Допускаються всі відтінки рудого, і відтінки в діапазоні від кольору засмаги до каштанового. Допускаються білі відмітини на грудях, ногах, кінчику хвоста, в центрі лоба і на переніссі. Відмітини на задній частині шиї, з боків або на спині є відхиленнями від стандарту породи й неприпустимі. Очі фараонового собаки завжди бурштинового кольору і повинні поєднуватися з основним забарвленням. Цуценята народжуються з блакитними очима, але коли собаки дорослішають, колір очей змінюється на світло-золотий або жовтий і стає темним після досягнення собакою зрілого віку. Ніс, вуса, кігті, подушечки лап і обведення навколо очей повинні бути того ж кольору, як і основне забарвлення шерсті.

## Характер
Фараоновий собака — розумна, активна порода, легко піддається навчанню. Товариська з собаками й людьми, може з недовірою ставитися до незнайомих людей. Собаки цієї породи, відкриті й ласкаві зі своєю сім'єю і тими, кого знають. Вони незалежно мислячі, іноді вперті, якщо використовувати позитивні методи навчання. Фараонові собаки мають сильний інстинкт полювання. Варто бути обережними, якщо поблизу знаходяться дрібні домашні тварини, такі, як кішки, птиці й гризуни. За характером собаки цієї породи спокійні й ласкаві.
Вони не підходять для використання як сторожові собаки, оскільки рідко бувають агресивними з людьми. Вони надто активні й розумні для вольєрного утримання. Як правило, фараонові собаки сильно прив'язуються до оточуючих їх людей і найкраще почувають себе, якщо до них ставляться як до членів родини.

## Утримання і догляд
Собаки цієї породи незалежні, розумні й часом уперті, але порівняно легко навчаються, якщо використовувати позитивні методи дресирування. Це чутлива порода і погано піддається методам дресирування з використанням фізичного покарання і примусу. Фараонові собаки були виведені для полювання і здатність до незалежного мислення є їх природною рисою. Вони швидко втомлюються від повторюваних команд, тому їх дресирування повинне носити цікавий і позитивний характер. Догляд за шерстю нескладний: досить швидкими рухами потерти собаку спеціальною рукавичкою або вологою тканиною. Це охайні собаки, мало линяють і не мають помітного запаху, навіть коли їх шерсть волога.
Фараоновий собака — активна порода, собакам щодня необхідно багато рухатися. Через сильний мисливський інстинкт і незалежний характер не рекомендується відпускати їх з повідця поблизу доріг або на потенційно небезпечних відкритих просторах. Їх інстинкт мисливця сильний, коли вони кидаються переслідувати здобич, і ніяка команда їх не зупинить.
Ці собаки чудово стрибають, і паркан майданчика, де вони містяться, повинна бути не менше 1,52 метра у висоту (переважно — 1,82 м або вище). Через їхню здатність високо стрибати, фараонові собаки прекрасно підходять для аджиліті (спеціальні змагання на спритність). Через те, що у них малий жировий шар і коротка шерсть, ці собаки дуже чутливі до холоду і їх не можна надовго залишати на вулиці в холодну погоду. У холодному кліматі рекомендується надягати на собаку теплу попону. Водночас фараонові собаки люблять грати в снігу і підтримують свій теплообмін бігаючи, стрибаючи й граючи.